# Hannah Starkey
Pour les articles homonymes, voir Starkey.
Hannah Starkey est une photographe britannique née en 1971 à Belfast (Irlande du Nord). Sa démarche artistique consiste à photographier exclusivement des femmes, représentées dans des scènes ordinaires du quotidien. En ne glorifiant et n'objectivant pas ses modèles, son but est de lutter contre une culture visuelle où les femmes sont traditionnellement photographiées par et pour des hommes. Ses clichés sont notamment exposés au Tate et au Victoria and Albert Museum.

## Biographie

### Jeunesse
Née en 1971 à Belfast, en Irlande du Nord, Hannah Starkey est fille unique. Son père, qui est un architecte, s'absente souvent pour raisons professionnelles. Elle est donc principalement élevée par sa mère, catholique, qui est alors entrepreneuse indépendante, vendant des objets fait-main sur les marchés locaux,.  
Elle grandit pendant le conflit nord-irlandais, où elle voit souvent « des femmes extraordinaires accomplir des choses extraordinaire », comme celles membres des Peace People avec lesquelles elle interagit souvent, ou sa propre mère s'impliquant dans la résolution du conflit. Elle dit avoir alors compris ce qu'était le féminisme avant même de connaître ce mot, ce qui influencera beaucoup sa vie et son travail par la suite,. 
Elle commence à s'intéresser à la photographie à l'âge de 14 ans, et développe une vraie passion pour cet art lors d'un cours à l'Université Napier d'Édimbourg. Elle part ensuite étudier au Royal College of Art de Londres, où elle décroche un master of arts en 1997,.

### Carrière artistique
Au début de ses études, Hannah Starkey s'intéresse tout d'abord à la photographie documentaire. Elle se met ensuite progressivement à expérimenter un mélange des genres, en conservant le langage visuel du documentaire tout en l'approchant d'une manière plus construite, inspirée de la publicité. Elle met ainsi en scène des acteurs dans des scènes du quotidien, auxquelles elle ajoute souvent des accessoires aux rôles symboliques - le plus souvent des surfaces réfléchissantes -, le tout afin de susciter de l'empathie chez le spectateur. Cette mise en scène lui permet de développer un style qui lui est propre, où « la vérité psychologique prend le pas sur une vérité plus littérale ». 
Elle se rend compte que la majorité des personnes qu'elle photographie ainsi sont des femmes, et décide de continuer plus consciemment sur cette lancée. Elle se donne alors pour « mission artistique » de « lutter contre une culture visuelle largement dominée par des photos de femmes réalisées par et pour les hommes ». Elle expliquera plus tard ne pas avoir eu un but féministe en faisant ce choix, mais avoir simplement voulu photographier des femmes car elle en est une, et que le monde de la photographie était à l'époque très masculin. Elle explicitera son but ainsi : 

« J’ai voulu créer un espace photographique distinct pour les femmes. Un espace sans jugement, qui parle intelligemment de l’expérience féminine. Un espace qui propose une définition plus large de la beauté et de ce que signifie être une femme. Toutes mes images sont des actes de résistance contre les modes de représentation réducteurs du féminin. »

Lors de son exposition de fin d'études en 1997, elle présente au jury sept photographies larges (122 cm x 152 cm) et colorées, représentant exclusivement des femmes dans des scènes du quotidien, sur fond de décors urbains mélangeant réalisme et théâtralité. Elle obtient son diplôme, et son travail commence à attirer l'attention de galeristes. Le Tate et le Victoria and Albert Museum ajoutent rapidement ses clichés à leurs collections, et elle reçoit des commandes de la part du Sunday Times et du Vogue britannique. La marchande d'art américaine Maureen Paley, séduite par « l'excellence de sa composition » et trouvant que ses clichés rappelaient des peintures classiques, propose également de la représenter.
Hannah Starkey continue par la suite à réaliser des clichés de femmes réalisant des gestes du quotidien, sans les glorifier ou les objectiver, utilisant des actrices, des étrangères rencontrées dans la rue (notamment à Londres, où elle vit), ou ses propres amies,. Elle se défend de faire de la photographie protestataire, mais dit chercher à « faire prendre conscience que nous devons construire une nouvelle façon de représenter les femmes ». Elle dit également vouloir faire réfléchir les spectateurs « à la manière dont les images sont fabriquées et à la manière dont elles nous affectent ». 
En 2000 et 2002, elle donne naissance à deux filles, ce qui la pousse à faire apparaître plus fréquemment des mères et leurs enfants dans ses clichés. Au fur et à mesure des années, elle se met également à photographier des femmes plus âgées, ne se trouvant elle-même pas représentée dans la culture visuelle mainstream en tant que femme d'âge moyen. Elle décrète notamment à ce sujet : « Si les femmes âgées disparaissent de notre paysage visuel, elles ne peuvent pas avoir d’influence ou d’autorité ».
En 2017 se produit un tournant dans sa démarche artistique lorsqu'elle assiste à la Marche des femmes de Trafalgar Square (Londres). Elle se met alors à prendre des photos de manifestantes telles qu'elles sont, sans mise en scène (mais qu'elle retouche en postproduction). À la suite de cela, elle n'engage alors plus d'actrices pour ses photos, mais photographie presque exclusivement des étrangères qu'elle rencontre dans la rue avec son smartphone, en leur donnant des instructions très minimales de mise en scène,.
Hannah Starkey défend également la place des femmes dans sa profession et dans la société lors de rencontre avec des étudiants ou en s'exprimant dans des émissions telles que Woman's Hour de BBC Radio 4.

## Musées
- Tate
- Victoria and Albert Museum

## Publications
- (en) Hannah Starkey: Twenty-nine Pictures, Mead Gallery, 2011, 87 p. (ISBN 9780902683990)
- (en) Photographs 1997 – 2017, Mack, 2018, 184 p. (ISBN 978-1-912339-19-8)